# Закария Банели
Закария Банели (груз. ზაქარია ბანელი; также известен как Закария Валашкертели; вторая половина X века — 1030-е гг.) — религиозный, культурный и общественно-политический деятель средневековой Грузии (Тао-Кларджети).

## Биография
Согласно гипотезе грузинского историка Э. Метревели, Закария происходил из знатного грузинского феодального рода Дапанчули, близкого к двору Давид III Куропалата. В собственном автобиографическом завещании он называет Давида своим «воспитателем и создателем».
В последней четверти X века Закария был отдан в ученики в монастырь Четырёх церквей (Отхта), где его наставником стал Арсений Мамамтавари. Большую часть жизни провёл в Тао, где достиг высшего церковного звания архимандрита одного из крупнейших и влиятельнейших монастырей региона — Бана.
Некоторое время Закария служил при византийском дворе в Константинополе — в качестве дипломата, писца и приближённого лица к императору. В этот период он был удостоен высшего духовного звания — свингелоза (греч. σύγκελλος) — по указу византийского императора. В 1020-х годах, помимо управления монастырём Бана, Закария был назначен епископом Валашкерта.
В 1022 году, во время напряжённости между Византией и Грузией, Закария дважды сумел остановить наступление императора Василия II на Тао. Он пытался урегулировать конфликт мирным путём, однако царь Георгий I отказался выполнить требования византийской стороны. Вследствие этого, разгневанный Василий II выслал Закарию из Тао в Константинополь, где ему был предоставлен в пожизненное пользование небольшой монастырь Агиапантос.
С этого времени Закария активно включился в деятельность Иверского монастыря на Афоне. Совместно с Георгием Афонским он занимался распространением переводов и популяризацией личности Евфимия Афонского, что имело большое значение в борьбе за защиту прав грузин в условиях обострённых отношений с греческой монашеской средой.
В 1030-х годах, по инициативе и при финансовой поддержке Закарии, в его же основанном монастыре в Константинополе было создано множество ценных рукописей. В одном из греческих стихотворений он называет себя «иверийским монахом» — то есть грузином.